# Lasse Braun
(Lasse Braun)
Lasse Braun, pseudonimo di Alberto Ferro (Algeri, 8 aprile 1936 – Roma, 16 febbraio 2015), è stato un regista e scrittore italiano.

## Biografia
Figlio di un diplomatico italiano, Lasse Braun, è stato definito definito "Il re del porno" da alcune riviste e giornali internazionali - ha svolto la sua attività principalmente in Svezia, dove nel 1966 ha scelto lo pseudonimo con cui è noto. Laureato in Giurisprudenza all'Università degli Studi di Milano, regista, sceneggiatore e scrittore, dal 1962 al 1977 si è fatto promotore di battaglie per la legalizzazione della pornografia, diventando una figura rappresentativa del movimento della Rivoluzione Sessuale iniziata negli anni sessanta. La sua strategia iniziale si basava sulle leggi di mercato: dare al materiale pornografico una popolarità di massa affinché la legalizzazione diventasse inevitabile.
Nel 1964 si trasferì in Scandinavia per ottenere da uno dei parlamenti europei un atto ufficiale che abolisse la censura sulla rappresentazione della sessualità, cancellando il reato di "oltraggio al pudore" che di fatto impediva la libera espressione della sessualità esplicita. La legalizzazione avvenne nel giugno 1969 in Danimarca, prima nazione al mondo. Più tardi, nel 1973, anche gli Stati Uniti accolsero il cambiamento in atto, e la American Commission in Obscenity and Pornography, supportata da studi di educatori, rappresentanti del clero, psichiatri e giudici, dichiarò che non si possono «imporre per legge valori morali individuali»; il potere di perseguire l'oscenità, quindi, per decisione della Corte suprema, viene spostato dalle corti federali ai piccoli stati.

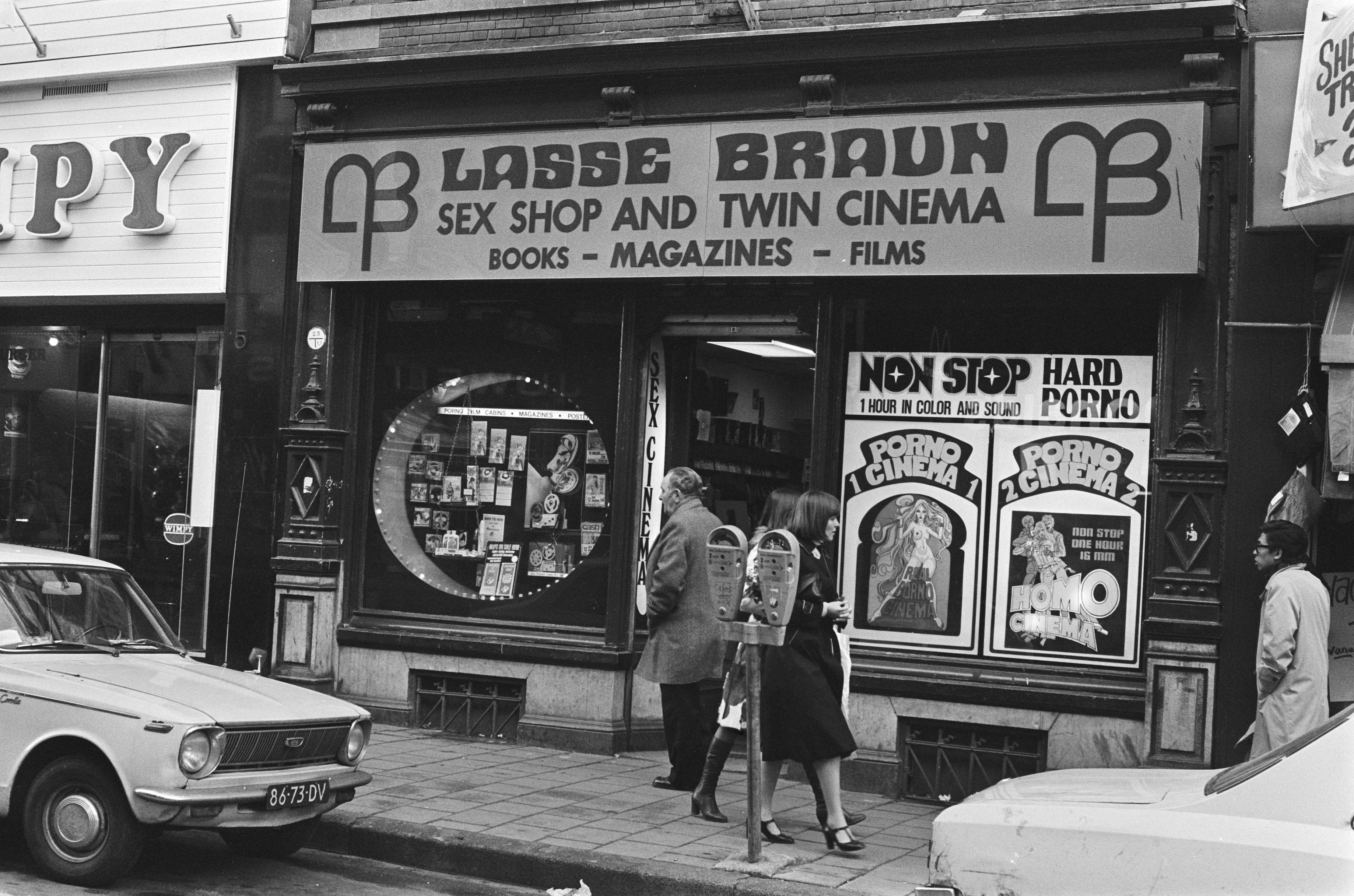
Lasse Braun teatro in Amsterdam (1977)

Lasse Braun fondò a Stoccolma la AB Film e nel 1971 incontrò Reuben Sturman, l'inventore dei peep show, che diventerà suo socio in affari. Nel 1977, dopo 15 anni di lotte, repressione, successi e casi giudiziari, Lasse Braun lasciò l'attività "militante" continuando però quella di regista e scrittore. Menzionato nei più significativi libri e articoli riguardanti il fenomeno della pornografia e della rivoluzione sessuale, ha scritto, diretto e prodotto un gran numero di film che presentano tutti gli aspetti della sessualità, anche quelli che la morale comune considera perversi, ma ha al suo attivo anche varie opere di sessuologia e antropologia in inglese, francese ed italiano, e vari romanzi. L'ultimo in ordine di tempo, Lady Caligola, tradotto in varie lingue, è uscito in Bulgaria ed è stato presentato alla Fiera del Libro di Sofia a fine maggio 2008. In Italia è uscito per le edizioni Malatempora nel novembre 2008, con prefazione di Tinto Brass.

## Filmografia
La filmografia di Lasse Braun è composta anche da centinaia di filmini 8 mm della durata di soli tre (3) minuti di difficile catalogazione.
- French Blue (1974) [4]
- The Happy Necrophiliacs, episodio del film Wet Dreams - Sogni bagnati (1974)
- Labbra (Sensations) (1975)
- Sex Maniacs (1977)
- Body Love (1977) [5]
- American Desire - 1981
- Secret Mistress - 1986
- Hidden Fantasies - 1986
- Flasher - 1986
- Deep & Wet - 1986
- Zozzerie di una moglie in calore - 1989
- Tender Blue Eyes - 1992
- Diamonds are for Pleasure - 1996
- Desire
- Sin Dreamer
- Possession
- Night and Day
- Intrique - 1999
- Io, il Re del Porno - 2001